# Nil de Constantinople
 Nil de Constantinople ou Nil Kerameus (en grec : Νείλος Κεραμεύς) est patriarche de Constantinople de 1379 à 1388.

## Biographie
Nil Kerameus est élu patriarche fin 1379 après la déposition de son prédécesseur Macaire. Il doit servir de médiateur lors du conflit entre Jean V Paléologue et son fils révolté Andronic IV, dans un contexte dramatique : les Turcs ont déjà conquis l'Anatolie (sauf le Pont) et sont en train de conquérir les Balkans, tandis que l'Empire byzantin est réduit à Constantinople et ses environs, Thessalonique et la Chalcidique, la Thessalie, une poignée d'îles de la mer Égée et le Despotat de Morée.
Le patriarche est connu pour ses positions anti-latines et favorables aux thèses de Grégoire Palamas. En 1380-1382, Nil reconnaît à Jean V Paléologue le droit d'ingérence impériale dans les affaires ecclésiastiques, notamment lors du choix d'un patriarche. Cette décision est ensuite confirmée par le synode patriarcal.
Nil meurt le 1er février 1388. Son successeur Antoine IV n'est nommé qu'après une vacance du siège.